# قرطاج حنبعل
قرطاج حنبعل أحد أحياء مدينة قرطاج الحديثة التي تقع قرب مدينة تونس. يوجد به مؤسسة بيت الحكمة.